# Omelan Hrabeć
Omelan Hrabeć (ukr. Омелян Грабець) ps. Bat´ko (ur. 1 grudnia 1911 w Nowym Siole, zm. 10 czerwca 1944 w Mikulińcach koło Lityna) – ukraiński oficer Ukraińskiej Powstańczej Armii, pułkownik, jeden z dowódców grupy UPA-Południe, nacjonalista.
Był działaczem Płastu w Pradze i Galicji. W 1941 dowodził oddziałem grup marszowych OUN, działającym na północy Ukrainy. W tym samym roku był także komendantem policji w Równem. W latach 1941–1942 prowidnyk OUN-B w rejonie rówieńskim, w latach 1943–1944 dowódca UPA-Południe.
Zginął w walce z wojskami radzieckimi.